# آرخیگنس
ارکاگانیس آپامیایی یا ارکاغانیس (به یونانی: 'Αρχιγένης) پزشک اهل سوریه بود که در زمان تراژان در روم برآمد. او بزرگ‌ترین شاگرد آگاتینوس بود. آرخیگنس چهار مرحلهٴ زیر را در پیش‌رفت بیماری تشخیص داد : آغاز، اوج، نقصان، شفا.
از دیگر کارهای او می توان به طبقه‌بندی تب‌ها به ۴ درجه مزمن، حاد، طولانی، کوتاه‌مدت و همچنین توصیف جذام، توصیف معالجات هندی و استفاده از اسپکولوم رحم اشاره کرد. نظریهٴ او در مورد نبض استادانه‌ترین نظریهٴ قدیم بود.

## ترکیبات مشهور
ایارجی در کتابهای ظب سنتی از جمله در قانون از او نقل شده است که یکی از داروهای ممتاز در این زمینه است.